# تپه وندرآباد
تپه وندرآباد مربوط به نیمه دوم هزاره ۴ است و در شهرستان اسدآباد، روستای وندرآباد واقع شده و این اثر در تاریخ ۲۴ اسفند ۱۳۵۳ با شمارهٔ ثبت ۱۰۳۵ به‌عنوان یکی از آثار ملی ایران به ثبت رسیده است. دراکتشافات انجام شده در سال۱۳۸۷ دیوار چینی‌هایی (چینه‌هایی) شبیه به تپه هگمتانه کشف شد. اما به دلیل رهاسازی وعدم مراقبت بر اثر بارندگی‌های فصلی آثار رو به تخریب گذاشته است.